# Finlande centrale
La Finlande centrale (finnois ; Keski-Suomi, suédois ; Mellersta Finland) est une région du centre-ouest de la Finlande, appartenant à la province de Finlande occidentale. Elle a pour capitale Jyväskylä.
La région occupe le 5e rang des régions du pays pour la population et elle est classée 6e pour la superficie. Son territoire est composé de 3 243 km2 d'eau douce.

## Géographie

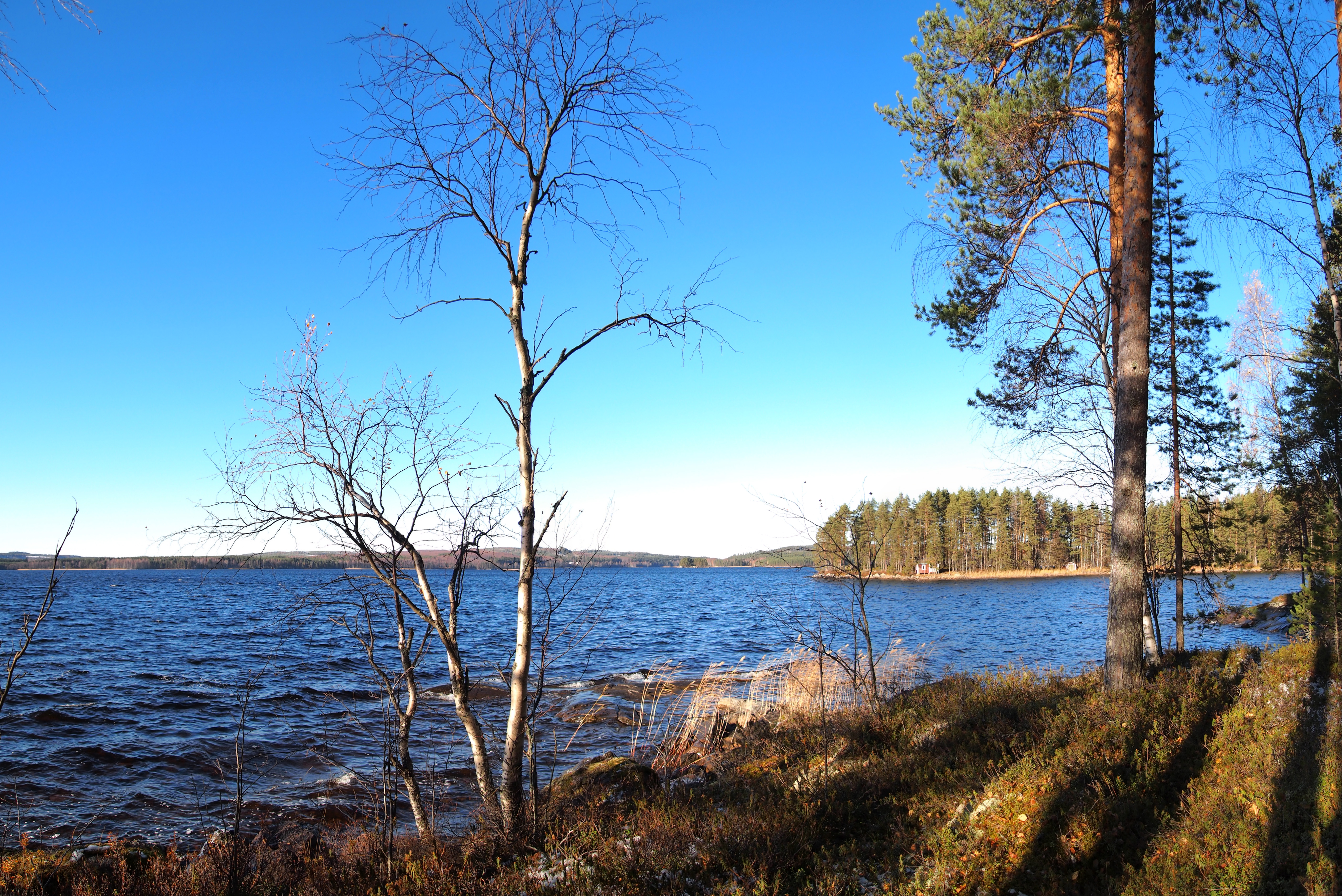
Lac Keitele à Äänekoski

Située en bordure ouest de la région des lacs (le sud est coupé en deux par l'immense masse d'eau du lac Päijänne), la province est dans une situation intermédiaire entre les provinces voisines :
- plus de relief et de lacs qu'en Ostrobotnie, mais moins qu'en Savonie ou en Carélie. L'altitude est comprise entre 78 et 250 m ;
- plus de forêts et moins de champs cultivés que dans le sud, mais moins boisée que la Cajanie.

Elle marque donc une transition en douceur quand on va du sud au nord ou de l'est à l'ouest.
La région comporte sept régions frontalières, le maximum en Finlande à égalité avec le Päijät-Häme. Au nord, l'Ostrobotnie centrale et l'Ostrobotnie du Nord. À l'est les Savonie du Nord et du Sud. À l'ouest l'Ostrobotnie du Sud et le Pirkanmaa et au sud le Päijät-Häme.

## Démographie
Depuis 1980, l'évolution démographique de la Finlande centrale est la suivante :
| Année      | 1980    | 1985    | 1990    | 1995    | 2000    | 2005    | 2010    | 2015    | 2020    | 2023    |
| ---------- | ------- | ------- | ------- | ------- | ------- | ------- | ------- | ------- | ------- | ------- |
| population | 248 659 | 253 046 | 257 967 | 262 987 | 265 683 | 269 575 | 273 637 | 275 780 | 274 891 | 273 319 |

## Histoire
Cette région se superpose pratiquement l'ancienne branche nord de la province historique du Häme (si on y ajoute une fraction de l'ouest de la Savonie).
Elle n'a pas fait l'objet d'un redécoupage en 1997, la région reprenant les frontières du Keski-Suomen lääni qui existait depuis 1960.

## Communes
Vingt-trois municipalités composent la région, dont six villes :
- Sous-région de Joutsa
  -  Joutsa
  -  Luhanka
- Sous-région de Jyväskylä
  -  Hankasalmi
  -  Jyväskylä (ville)
  -  Laukaa
  -  Muurame
  -  Petäjävesi
  -  Uurainen
  -  Toivakka
- Sous-région de Jämsä
  -  Jämsä (ville)
  -  Kuhmoinen
- Sous-région de Keuruu
  -  Keuruu (ville)
  -  Multia
- Sous-région de Saarijärvi–Viitasaari
  -  Kannonkoski
  -  Karstula
  -  Kinnula
  -  Kivijärvi
  -  Kyyjärvi
  -  Pihtipudas
  -  Saarijärvi (ville)
  -  Viitasaari (ville)
- Sous-région de Äänekoski
  -  Äänekoski (ville)
  -  Konnevesi

### Anciennes municipalités
- Municipalité rurale de Jyväskylä
- Jämsänkoski (ville)
- Konginkangas
- Korpilahti
- Koskenpää
- Leivonmäki
- Pihlajavesi
- Pylkönmäki
- Sumiainen
- Suolahti (ville)
- Säynätsalo
- Äänekosken maalaiskunta

## Sous-régions
La Finlande centrale regroupe les sous-régions suivantes :
- Sous-région de Joutsa
- Sous-région de Jyväskylä
- Sous-région de Jämsä
- Sous-région de Keuruu
- Sous-région de Saarijärvi–Viitasaari
- Sous-région de Äänekoski